# Васильевка (Калининский район)
Васильевка — хутор в Калининском районе Краснодарского края.
Входит в состав Бойкопонурского сельского поселения. Расположен на берегу реки Понуры.

## Население
| 2002 | 2010 |
| ---- | ---- |
| 122  | ↗129 |